# FC Ala-Too Naryn
El FC Ala-Too Naryn es un equipo de fútbol de Kirguistán que milita en la Liga de fútbol de Kirguistán, la liga de fútbol más importante del país.

## Historia
Fue fundado en la ciudad de Naryn, aunque sus partidos de local los juega en la capital Biskek y es el equipo más importante de la ciudad luego de que el Dordoi Dynamo-Naryn se mudara a la capital. Es uno de los equipos fundadores de la Liga de fútbol de Kirguistán luego de la independencia de la Unión Soviética en 1992, pero con el negativo antecedente de que fueron el primer equipo descendido de la máxima categoría.
Nunca han sido campeones de liga ni tampoco han ganado el título de copa, mucho menos han participado en competiciones internacionales.